# Давид Кал
Давид Кал  (ісп. David Cal, 10 жовтня 1982) — іспанський веслувальник, олімпійський чемпіон.

## Виступи на Олімпіадах
| Олімпіада   | Дисципліна                  | Місце |
| ----------- | --------------------------- | ----- |
| Афіни 2004  | каное-одиночка, 500 метрів  | 2     |
| Афіни 2004  | каное-одиночка, 1000 метрів | 1     |
| Пекін 2008  | каное-одиночка, 500 метрів  | 2     |
| Лондон 2012 | каное-одиночка, 1000 метрів | 2     |